# La nave degli scomparsi
La nave degli scomparsi (The Ship of Dead) è un romanzo fantasy per ragazzi basato sulla mitologia norrena scritto dall'autore statunitense Rick Riordan e pubblicato nel 2017. È il terzo ed ultimo romanzo della trilogia di Magnus Chase e gli Dei di Asgard, preceduto da Il martello di Thor. È stato pubblicato in Italia il 5 dicembre 2017 da Mondadori nella collana I Grandi. Magnus Chase è un semidio di 16 anni, orfano e senzatetto. Insieme al suo equipaggio naviga verso i confini più lontani di Jotunheim e Niflheim per scongiurare la più grande minaccia che Ásgarðr abbia mai affrontato.

## Trama
Magnus Chase riceve una lezione di sopravvivenza oceanica da Percy Jackson, un semidio greco che è il fidanzato di sua cugina. Magnus Chase e Alex Fierro si recano alla Chase Mansion, dove recuperano appunti scritti da Randolph in diversi momenti nel tempo. Dopo aver raggiunto il Valhalla, Magnus evoca una nave donata da suo padre Frey, che prende il nome di "Big Banana" per il suo colore giallo. Mallory Keen, Halfborn Gunderson, Thomas Jefferson Jr., Samirah al-Abbas e Alex accompagnano Magnus, mentre progettano di raccogliere Blitzen e Hearthstone lungo la strada.
La conversazione dell'equipaggio viene ascoltata dalle Nove Fanciulle del Mare, che li portano alla corte di Aegir, dove scoprono che Hearth e Blitz sono tenuti prigionieri. La figlia maggiore di Aegir riconosce Magnus dal suo precedente incontro con sua madre Rán. Dopo essere stato minacciato, Magnus giura sulla sua fede di sconfiggere Loki in una gara di volo e di vendicare l'umiliazione di Aegir, poiché Aegir era stato precedentemente sconfitto dal dio in una gara. Aegir li invita a scappare mentre non guarda, ma l'equipaggio viene attaccato dalle nove figlie di Aegir. Riescono a scappare con l'aiuto del nonno di Magnus, Njord. Njord rivela a Magnus che l'unico modo per sconfiggere Loki è bere l'idromele di Kvasir. L'equipaggio continua il suo viaggio, con Blitz e Hearth che viaggiano separatamente per recuperare la pietra per affilare di Bolverk .
Mentre la troupe si dirige a York, i retroscena dei membri vengono rivelati. Mallory è morta disarmando una bomba in Irlanda; Halfborn morì vicino a Jorvik ; TJ è morto dopo aver accettato con forza una sfida senza speranza, tratto ereditato da suo padre Tyr. Samirah digiuna durante la stagione del Ramadan. L'equipaggio arriva a York, dove duellano con il gigante Hrungnir per la posizione dell'idromele di Kvasir. Ottengono le informazioni di cui hanno bisogno: l'idromele di Kvasir si trova a Jorvik, conosciuta anche come Norvegia nel regno umano. L'equipaggio va in Norvegia, recupera l'idromele di Kvasir dalla figlia di Suttung, Gunnlöð, e uccide Baugi . Suttung viene ucciso da solo da Halfborn. Apprendono anche che Naglfar è congelato tra Niflheim e Jotunheim.
Sono quasi morti congelati durante il viaggio verso Niflheim, ma vengono salvati da Skadi, l'ex moglie di Njord. Magnus beve l'idromele di Kvasir e l'equipaggio va a Naglfar. Lì Magnus inizia la sua battaglia contro Loki, ma decide di non insultare il dio. Invece, esprime l'amore e la fiducia che ha per il suo equipaggio e ha pietà di Loki per la sua evidente solitudine, poiché anche sua moglie Sigyn lo abbandona. Loki si rimpicciolisce fino alle dimensioni di una noce dopo aver sentito le parole di Magnus, e viene imprigionato in una noce data in precedenza a Mallory da Frigg. Magnus e i suoi amici vanno a Vigridr, l'Ultimo Campo di Battaglia, e incontrano gli dei, che si congratulano con loro per aver sconfitto Loki e ritardato Ragnarök. Per questo, Magnus viene ricompensato con un vantaggio da Odino, e chiede a Odino di prestargli i suoi avvocati in modo che possa convertire la villa di Randolph in un orfanotrofio e rifugio per senzatetto. Successivamente racconta la sua avventura ad Annabeth, che sta piangendo a causa dei recenti eventi .

## Personaggi
- Magnus Chase: Un semi-dio di 16 anni figlio di Freyr che muore nei primi capitoli ma diventa un einherji. È il cugino di Annabeth Chase, ma l'ha vista l'ultima volta quando era molto giovane. Ha poteri di guarigione e rigenerazione, resistenza alle temperature estreme e altre abilità magiche. Come uomo, era asmatico e debole, ma acquisisce forza e resistenza estrema dopo la sua morte.[1]
- Samirah Al-Abbas (Sam): La Valchiria che portò Magnus all'Hotel Valhalla. Figlia di Loki, è emigrata dall'Iraq con la sua famiglia e discende da un viaggiatore e storico arabo medievale che ha scritto un resoconto importante sulla vita tra i vichinghi. È spogliata dei suoi poteri di Valchiria come risultato della sua scelta di rendere Magnus un einherjar, ma in seguito Odino glieli restituisce. Lei è una musulmana praticante. È una mutaforma e porta un'ascia e un hijab verde, che funge anche da mantello mimetico. È fidanzata con il suo cugino di secondo grado, Amir Fadlan, che lavora in un negozio di falafel,e ha sempre aiutato Magnus quando era un senzatetto.
- Hearthstone (Hearth): Un amico di Magnus. Lui è un alf (elfo). È sordo-muto, ma parla la lingua dei segni di Alf e può leggere le labbra. Ha avuto un'infanzia abusiva, con genitori che non lo accettavano a causa delle sue disabilità. In cambio di lavorare per Mimir, ha ricevuto l'abilità di lavorare la magia runica.
- Blitzen (Blitz): Un altro amico di Magnus, un svartalf (nano). È il figlio di Freya. Lui e Hearth hanno vegliato su Magnus quando il ragazzo viveva per la strada. Il padre di Blitz è stato ucciso da Fenris quando lui era un bambino. Blitz non è specializzato nella creazione (inusuale per i nani), ma è un consulente esperto di moda. Lui, come Hearth, una volta ha lavorato per Mimir.
- Loki:dio del caos, dell'inganno, della magia e dell'artificio nonché comandante delle truppe della Nave degli Scomparsi. Vuole accelerare il Ragnarok.

## Sviluppo
Rick Riordan ha annunciato La nave degli scomparsi lo stesso giorno dell'uscita de Il martello di Thor, il secondo libro della trilogia Magnus Chase e gli Dei di Asgard. Questo è l'ultimo libro della serie.

L'anteprima di iTunes contenente i primi tre capitoli del libro è stata pubblicata negli USA il 16 settembre 2017. La copertina originale, illustrata da John Rocco, è stata presentata il 26 aprile 2017, e un trailer è stato pubblicato su YouTube il 2 ottobre 2017. Per promuovere La nave degli scomparsi, Riordan ha organizzato un tour di nove giorni negli Stati Uniti a partire dal 3 ottobre 2017.